# Edmond Malone

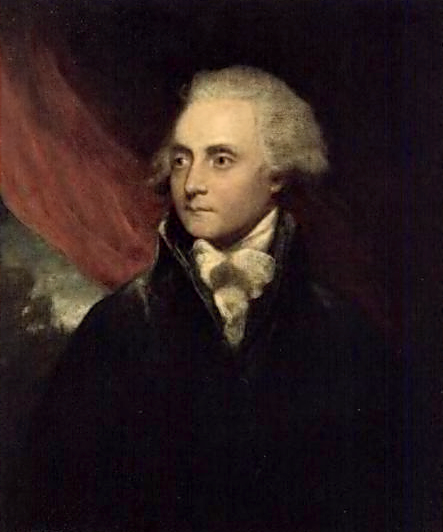
Edmond Malone (Porträt von Joshua Reynolds, 1778)

Edmond (Edmund) Malone (* 4. Oktober 1741 in Dublin; † 25. April 1812 in London) war ein irischer Literaturwissenschaftler und Autor, der sich vor allem mit Leben und Werk von William Shakespeare befasste.

## Leben
Malone, dessen Vater Barrister und Mitglied des Irish House of Commons war, studierte am Trinity College Dublin und wurde nach Beendigung des Studiums 1767 zum Rechtsanwalt berufen.
Die Erbschaft nach dem Tode seines Vaters 1774 ermöglichte ihm eine Reise nach London, wo er sich schnell literarischen und künstlerischen Kreisen anschloss. Dort traf er Persönlichkeiten wie Samuel Johnson und James Boswell, den er maßgeblich bei der Herausgabe der Biografie Johnsons, The Life of Samuel Johnson (1791), unterstützte. In dieser Zeit entstand auch sein Porträt des Malers Joshua Reynolds, das heute in der National Portrait Gallery in London zu sehen ist. Er gehörte zu den Testamentsvollstreckern von Reynolds und gab posthum 1798 eine Sammlung seiner Werke mit Memoiren heraus.
Zu seinen weiteren Freunden jener Zeit gehörten Horace Walpole, Edmund Burke, George Canning sowie besonders James Caulfeild, 1. Earl of Charlemont und George Steevens, die ihm zum Studium von Leben und Werk von William Shakespeare ermutigten. Die daraus entstandene Abhandlung Attempt to ascertain the Order in which the Plays of Shakespeare were written (1778) war weitgehend anerkannt. 1780 folgten zwei ergänzende Bände zu der von Steevens herausgegebenen Shakespeare-Ausgabe, die teilweise Darstellungen über die Theaterwelt zur Zeit von Elisabeth I. sowie Texte fragwürdigerer Bühnenwerke enthielt. Hierzu erschien 1783 ein Appendixband. 1782 veröffentlichte er als erster eine Abhandlung, in der er die Echtheit der von Thomas Chatterton entdeckten Rowley Poems bezweifelte.
Seine Weigerung einige seiner Anmerkungen für die 1785 erschienene zehnbändige Shakespeare-Ausgabe von Isaac Reed, der im Gegensatz zu George Steevens stand, zu verändern, führte zu einem Disput zwischen Malone und seinem Freund Steevens.
Die nächsten Jahre widmete sich Malone seiner eigenen, auf der Ausgabe von Lewis Theobald basierenden und 1790 erschienenen elfbändigen Shakespeare-Ausgabe, von der insbesondere seine Essays über die Theatergeschichte, die Biografie Shakespeares und sein Angriff auf die Echtheit der drei Teile von Heinrich VI. literarisch wertvoll sind. Die Ausgabe wurde unterschiedlich aufgenommen: Während Burke sie lobte und Walpole sie kritisch sah, wurde sie von John Ritson verrissen. Malones Ausgabe zeugte von unermüdlicher Forschung und einem ordentlichen Respekt gegenüber früheren Ausgaben. Darüber hinaus war er auch an der Neubefassung mit damals teilweise vergessenen Shakespeare-Arbeiten beteiligte, wie zum Beispiel mit den Sonetten.
1796 erschien eine weitere Abhandlung, in der er als einer der ersten die von William Henry Ireland begangenen Shakespeare-Fälschungen anprangerte. Seine 1801 erschienene umfangreiche Ausgabe der Werke von John Dryden war ein weiteres Zeugnis seines fleißigen, genauen und gelehrten Schaffens. 1801 verlieh ihm die Universität Dublin einen Doktor der Rechte (LL.D.).
Zum Zeitpunkt seines Todes arbeitete er an einer Neuauflage der Werke Shakespeares. Das von ihm an James Boswells gleichnamigen Sohn übergebene Manuskript und umfangreiche Material wurde von diesem 1821 unter dem Titel The Shakespeare Variorum in 21 Bänden veröffentlicht. Seine eigene Buchsammlung wurde von seinem älteren Bruder, Lord Sunderlin, der Bodleian Library der University of Oxford vermacht, die später zahlreiche seiner Manuskripte, Notizen und literarischen Korrespondenz erwarb. Das British Museum ist schließlich im Besitz einiger seiner Briefe und des von ihm mit Anmerkungen versehenen Wörterbuchs von Samuel Johnson.
Ihm zu Ehren wurde 1907 die Malone Society gegründet.